# 京築広域市町村圏事務組合
京築広域市町村圏事務組合（けいちくこういきしちょうそんけんじむくみあい）は福岡県京築地方にある一部事務組合。行橋市、豊前市、京都郡苅田町、京都郡みやこ町、築上郡築上町、築上郡吉富町、築上郡上毛町の2市5町で構成される。京築広域市町村圏事務組合については2022年4月をめどに再編が計画されている。
ここでは、行橋市、苅田町を除いた1市4町の常備消防を司る京築広域圏消防本部（けいちくこういきけんしょうぼうほんぶ）についても説明する。

## 概要
- 事務組合所在地：
- 消防本部・消防署所在地:福岡県豊前市大字荒堀525-1

### 主な運営組織
- 京築広域圏消防本部（後述）
- 行橋京都メディカルセンター
- 京築広域市町村圏事務組合教育委員会

## 沿革（消防本部含む）
出典による。
- 1966年（昭和41年）1月1日 - 豊前市消防本部設置
- 1970年（昭和45年）10月31日 - 京築広域市町村圏事務組合設置[1]。組合管轄は2市7町2村[1]。
- 1973年（昭和48年）
  - 4月1日 -豊前市消防本部を廃止し、 京築広域圏消防本部を設置。消防本部管轄は1市6町2村。
  - 12月10日 - 京都分遣所設置
- 1974年（昭和49年）
  - 3月10日 - 西部分遣所設置（仮庁舎）
  - 3月18日 - 西部分遣所設置（仮庁舎）
- 1978年（昭和53年）10月1日 - 分遣所を分署に昇格。勝山出張所を設置。
- 2005年（平成17年）10月11日 - 新吉富村・大平村が合併し、上毛町となる。組合管轄は2市8町（消防本部管轄は1市7町）。
- 2006年（平成18年）
  - 1月10日 - 椎田町・築城町が合併し、築上町となる。管轄は1市6町。
  - 3月20日 - 豊津町・勝山町・犀川町が合併し、みやこ町となる。（消防本部管轄は1市4町）。

## 京築広域圏消防本部
京築広域圏消防本部（けいちくこういきけんしょうぼうほんぶ）は福岡県豊前市大字荒堀525-1に所在し京築広域市町村圏事務組合が管理する消防本部である。管轄は、豊前市、京都郡みやこ町、築上郡築上町、築上郡吉富町、築上郡上毛町の1市4町である。

### 概要
出典による
- 管轄区域：豊前市・築上郡の全域および京都郡みやこ町
  - 豊前消防署：豊前市全域
  - 東部分署：吉富町及び、上毛町の全域
  - 西部分署：築上町全域
  - 京都分署：みやこ町（旧豊津町、犀川町域）
  - 勝山出張所：みやこ町（旧勝山町域）
- 管轄面積：449.87km2
- 職員数：139名（基準：138、条例定員

：119）

#### 主力機械
出典による
- 水槽付消防ポンプ自動車:1
- 消防ポンプ自動車:6
- 大型化学高所放水車:1
- 泡原液搬送車:1
- 救助工作車:1
- 高規格救急自動車:5
- 指揮車:1
- 司令車:1
- 積載車:1
- 広報車:1
- 査察車:1
- 事務連絡車:6

### 消防署一覧
| 消防署     | 住所                | 分署                                                                                          | 出張所                              |
| ---------- | ------------------- | --------------------------------------------------------------------------------------------- | ----------------------------------- |
| 豊前消防署 | 豊前市大字荒堀525-1 | 東部:築上郡上毛町大字垂水1315-1 西部:築上郡築上町大字築城1431-1 京都:京都郡みやこ町豊津1537-1 | 勝山:京都郡みやこ町勝山大久保2208-1 |

## 再編への動き
京築広域市町村圏事務組合の組合長を務める田中行橋市長は2020年11月の定例組合議会で2022年4月をめどに組合を再編することを表明した。
京築広域市町村圏事務組合では消防（1973年に豊前市などが京築広域圏消防本部を設置）、学校給食（1975年に行橋市などが学校給食センターを設置）、休日・夜間診療2事業（1995年に豊前市と築上郡の豊築休日急患センター、1998年に行橋市と京都郡の休日・夜間急患センターを設置）の計4事業が実施されてきた。しかし、いずれも構成自治体すべてが参加する事業ではなく地域限定の事業で、2014年に行橋市とみやこ町による給食センターが廃止され、2016年には豊築休日急患センターの事業は地元医師会に引き継いだため、京築広域市町村圏事務組合が実施するものは2事業のみとなっていた。
2020年1月、定例組合議会で議案が否決されたことから組織の分割・再編に向けた流れとなり、11月の組合長の表明を受けて副市長及び副町長による実務協議が開始されることになった。